# St. Josef (Eyrs)

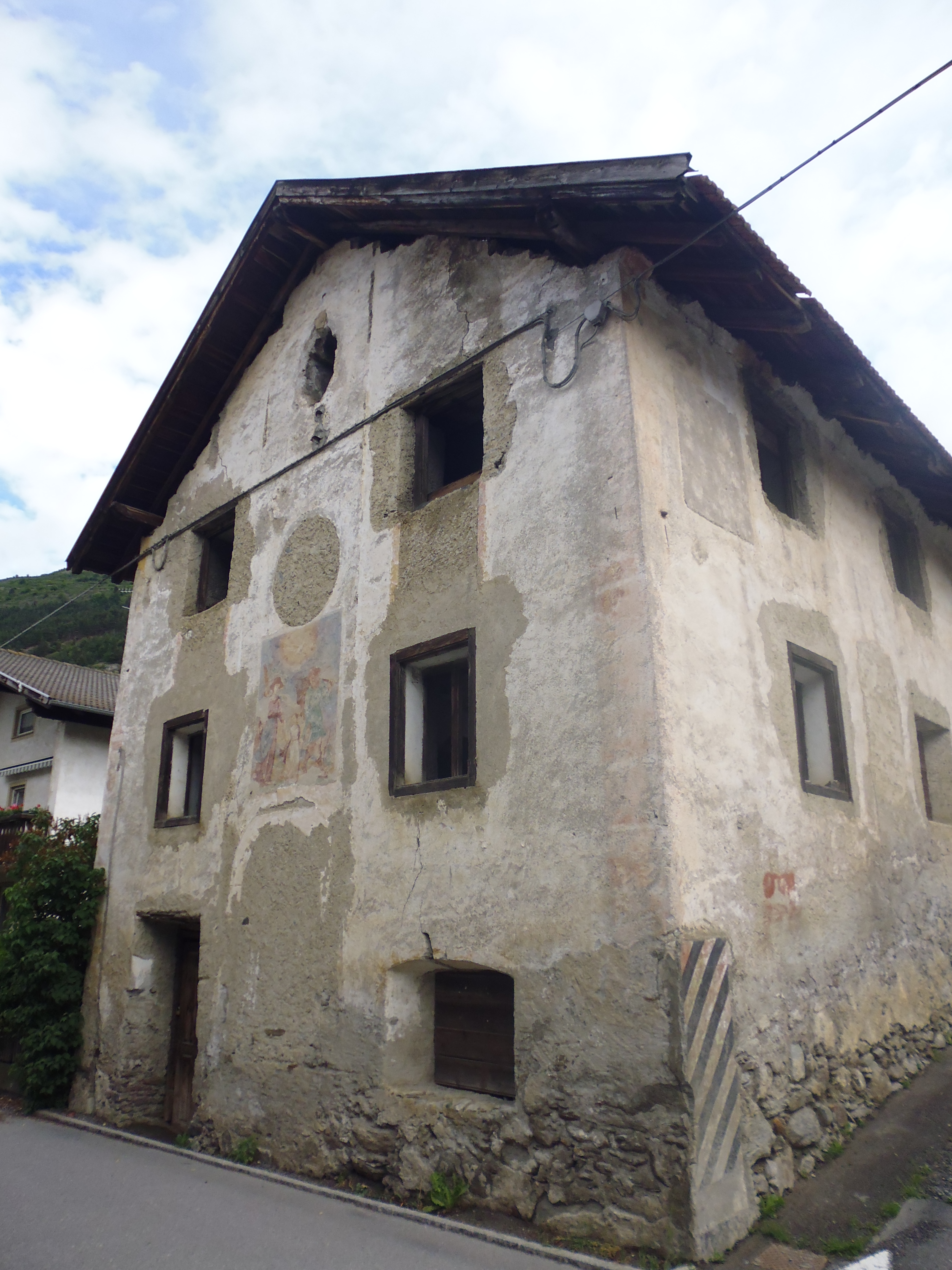
Ehemalige St.-Josefs-Kapelle in Eyrs

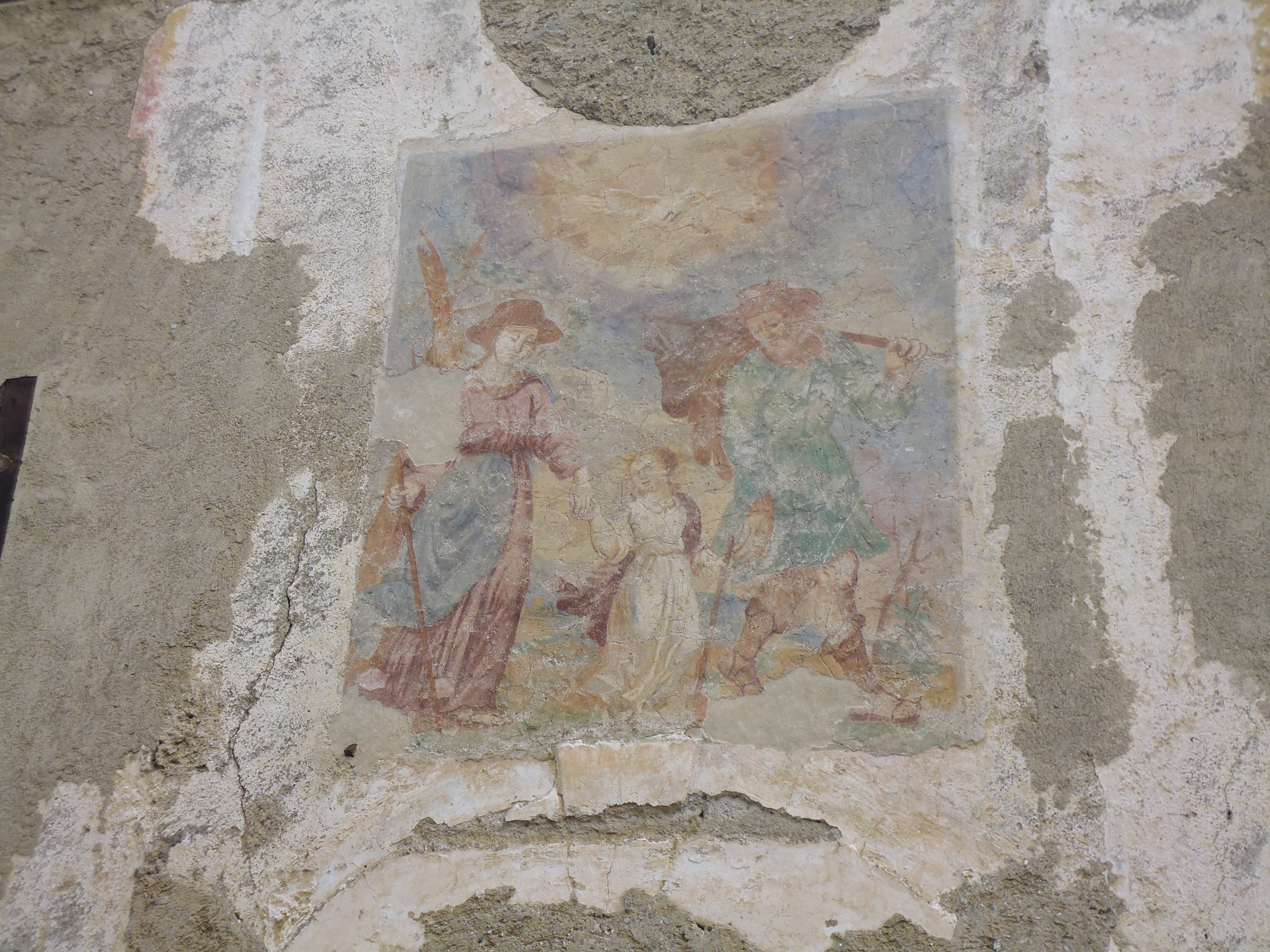
Das Fresko an der ehemaligen Kapelle

Die ehemalige Kapelle St. Josef steht in der Moosburgstraße 28 der Fraktion Eyrs in der Gemeinde Laas (Südtirol) in Südtirol.

## Geschichte
Erbaut wurde die Kapelle 1665 von Peter Verklayer, der damit angeblich ein Gelübde einlösen wollte. Bis zum Bau der heutigen Kirche St. Remigius wurde die Kapelle häufig nicht nur an Werktagen genutzt, da die alte Kirche am „Lahngröbn“ wegen Vermurung des Tanas-Bachs oftmals und im Winter überhaupt nicht genutzt werden konnte. Während des Neubaus von St. Remigius von 1851 bis 1854 wurde die Kirche auch noch als Notbehelf genutzt. Zur Kapelle kamen die Laaser am dritten Bitttag mit Kreuz, nachdem die Kapelle St. Nikolaus in Laas von Kaiser Joseph II. profaniert worden war.
Nachdem die Besitzer, die Familie Verklayer, nicht mehr in der Lage waren, das Gebäude zu unterhalten, musste es nach Einholung der Erlaubnis durch das Fürstbischöfliche Ordinariat 1854 verkauft werden. Es wurde dann in ein Wohnhaus umgewandelt.
An der Fassade der Südseite sieht man ein Fresko aus der Bauzeit, das die Heilige Familie auf dem Rückweg von Ägypten nach Nazareth darstellt. Die Eltern tragen ländliche Kleidung und führen den Knaben an der Hand. Maria ist mit Hut und Wanderstab dargestellt. Über allem schwebt die Heiliggeisttaube.

## Nutzung
Das Gebäude stand 2017 leer. Es befindet sich in einem sehr schlechten Erhaltungszustand.